# Bahnstrecke La Châtre–Guéret
| Viaduc de Glénic über die Creuse |                      |                                                                         |                                                                         |
| Streckennummer (SNCF): | 698 000              |                                                                         |                                                                         |
| Kursbuchstrecke (SNCF): | 129                  |                                                                         |                                                                         |
| Streckenlänge: | 75,5 km              |                                                                         |                                                                         |
| Spurweite: | 1435 mm (Normalspur) |                                                                         |                                                                         |
| Maximale Neigung: | 25 ‰                 |                                                                         |                                                                         |
| Minimaler Radius: | 200 m                |                                                                         |                                                                         |
| |                      |                                                                         |                                                                         |
| \| \| \| Bahnstrecke Châteauroux–La Ville-Gozet von La Ville-Gozet \| \| \| \| 298,8 \| La Châtre \| 206 m \| \| \| 298,3 \| Beginn Entwidmung \| Beginn Entwidmung \| \| \| \| Bahnstrecke Châteauroux–La Ville-Gozet nach Châteauroux \| \| \| \| ~303,4 \| D 927 (ehem. N 727) \| D 927 (ehem. N 727) \| \| \| 304,6 \| La Chaussée (Keilbahnhof) \| 232 m \| \| \| \| \| \| \| \| \| Bahnstrecke Argenton-sur-Creuse–La Chaussée nach Argenton-sur-Creuse \| \| \| \| \| \| \| \| \| ~306,5 \| Vauvre \| Vauvre \| \| \| 310,7 \| Saint-Denis-de-Jouhet \| 288 m \| \| \| 315,8 \| Crozon-La Buxerette \| 362 m \| \| \| ~323,2 \| D 990 (ehem. N 690) \| D 990 (ehem. N 690) \| \| \| ~324,0 \| D 951B (ehem. N 151B) \| 431 m \| \| \| 324,7 \| Aigurande \| 425 m \| \| \| ~325,8 \| Département Indre / Creuse \| Département Indre / Creuse \| \| \| ~329,3 \| D 990 (ehem. N 690) \| D 990 (ehem. N 690) \| \| \| ~330,0 \| Steinbruch Carrières de la Graule \| Steinbruch Carrières de la Graule \| \| \| 332,7 \| Nouziers-La Forêt \| 423 m \| \| \| ~334,7 \| D 990 (ehem. N 690) \| D 990 (ehem. N 690) \| \| \| 336,1 \| Mortroux-Moutier \| 391 m \| \| \| ~340,2 \| D 990 (ehem. N 690) \| D 990 (ehem. N 690) \| \| \| ~342,3 \| D 990 (ehem. N 690) \| D 990 (ehem. N 690) \| \| \| 342,4 \| Petite Creuse (Viaduc de Genouillac, 200 m) \| 287 m \| \| \| 342,9 \| Genouillac-Châtelus \| 286 m \| \| \| 351,0 \| Bonnat \| 377 m \| \| \| 355,5 \| Champsanglard \| 460 m \| \| \| ~323,2 \| D 940 (ehem. N 140) \| D 940 (ehem. N 140) \| \| \| 360,8 \| Jouillat \| Jouillat \| \| \| 365,8 \| Glénic \| 303 m \| \| \| ~366,0 \| D 940 (ehem. N 140) \| D 940 (ehem. N 140) \| \| \| 366,0 \| Creuse (Viaduc de Glénic, 202 m) \| 320 m \| \| \| \| Naute (Viaduc de Glane, 152 m) \| \| \| \| 368,8 \| Saint-Fiel \| 360 m \| \| \| \| Industrie-Anschlussgleis Picoty \| \| \| \| 372,0 \| Beginn Entwidmung \| Beginn Entwidmung \| \| \| \| \| \| \| \| \| Bahnstrecke Montluçon–Saint-Sulpice-Laurière von Saint-Sulpice-Laurière \| \| \| \| \| \| \| \| \| 372,0 \| Dienststelle Teilloux \| Dienststelle Teilloux \| \| \| 374,3 404,6 \| Guéret \| 436 m \| \| \| \| Bahnstrecke Montluçon–Saint-Sulpice-Laurière n. Montluçon-V. \| \| \| \| \| \| \| \| Beginn der Streckenzählung: Paris-Austerlitz über Châteauroux \| \| \| \| |                      |                                                                         |                                                                         |
| |                      | Bahnstrecke Châteauroux–La Ville-Gozet von La Ville-Gozet               |                                                                         |
| Bahnhof (Strecke außer Betrieb) | 298,8                | La Châtre                                                               | 206 m                                                                   |
| | 298,3                | Beginn Entwidmung                                                       | Beginn Entwidmung                                                       |
| Abzweig ehemals geradeaus und nach rechts |                      | Bahnstrecke Châteauroux–La Ville-Gozet nach Châteauroux                 | Bahnstrecke Châteauroux–La Ville-Gozet nach Châteauroux                 |
| Bahnübergang (Strecke außer Betrieb) | ~303,4               | D 927 (ehem. N 727)                                                     | D 927 (ehem. N 727)                                                     |
| Haltepunkt / Haltestelle (Strecke außer Betrieb) | 304,6                | La Chaussée (Keilbahnhof)                                               | 232 m                                                                   |
| |                      |                                                                         |                                                                         |
| Abzweig geradeaus und nach rechts (Strecke außer Betrieb) |                      | Bahnstrecke Argenton-sur-Creuse–La Chaussée nach Argenton-sur-Creuse    | Bahnstrecke Argenton-sur-Creuse–La Chaussée nach Argenton-sur-Creuse    |
| |                      |                                                                         |                                                                         |
| Brücke über Wasserlauf (Strecke außer Betrieb) | ~306,5               | Vauvre                                                                  | Vauvre                                                                  |
| Bahnhof (Strecke außer Betrieb) | 310,7                | Saint-Denis-de-Jouhet                                                   | 288 m                                                                   |
| Haltepunkt / Haltestelle (Strecke außer Betrieb) | 315,8                | Crozon-La Buxerette                                                     | 362 m                                                                   |
| Bahnübergang (Strecke außer Betrieb) | ~323,2               | D 990 (ehem. N 690)                                                     | D 990 (ehem. N 690)                                                     |
| Bahnübergang (Strecke außer Betrieb) | ~324,0               | D 951B (ehem. N 151B)                                                   | 431 m                                                                   |
| Bahnhof (Strecke außer Betrieb) | 324,7                | Aigurande                                                               | 425 m                                                                   |
| Grenze (Strecke außer Betrieb) | ~325,8               | Département Indre / Creuse                                              | Département Indre / Creuse                                              |
| Bahnübergang (Strecke außer Betrieb) | ~329,3               | D 990 (ehem. N 690)                                                     | D 990 (ehem. N 690)                                                     |
| Abzweig geradeaus und nach links (Strecke außer Betrieb) | ~330,0               | Steinbruch Carrières de la Graule                                       | Steinbruch Carrières de la Graule                                       |
| Haltepunkt / Haltestelle (Strecke außer Betrieb) | 332,7                | Nouziers-La Forêt                                                       | 423 m                                                                   |
| Bahnübergang (Strecke außer Betrieb) | ~334,7               | D 990 (ehem. N 690)                                                     | D 990 (ehem. N 690)                                                     |
| Bahnhof (Strecke außer Betrieb) | 336,1                | Mortroux-Moutier                                                        | 391 m                                                                   |
| Bahnübergang (Strecke außer Betrieb) | ~340,2               | D 990 (ehem. N 690)                                                     | D 990 (ehem. N 690)                                                     |
| Strecke Anfang Hochstrecke (außer Betrieb) | ~342,3               | D 990 (ehem. N 690)                                                     | D 990 (ehem. N 690)                                                     |
| | 342,4                | Petite Creuse (Viaduc de Genouillac, 200 m)                             | 287 m                                                                   |
| Bahnhof (Strecke außer Betrieb) | 342,9                | Genouillac-Châtelus                                                     | 286 m                                                                   |
| Bahnhof (Strecke außer Betrieb) | 351,0                | Bonnat                                                                  | 377 m                                                                   |
| Haltepunkt / Haltestelle (Strecke außer Betrieb) | 355,5                | Champsanglard                                                           | 460 m                                                                   |
| Bahnübergang (Strecke außer Betrieb) | ~323,2               | D 940 (ehem. N 140)                                                     | D 940 (ehem. N 140)                                                     |
| Haltepunkt / Haltestelle (Strecke außer Betrieb) | 360,8                | Jouillat                                                                | Jouillat                                                                |
| Bahnhof (Strecke außer Betrieb) | 365,8                | Glénic                                                                  | 303 m                                                                   |
| Strecke Anfang Hochstrecke (außer Betrieb) | ~366,0               | D 940 (ehem. N 140)                                                     | D 940 (ehem. N 140)                                                     |
| | 366,0                | Creuse (Viaduc de Glénic, 202 m)                                        | 320 m                                                                   |
| Brücke über Wasserlauf (Strecke außer Betrieb) |                      | Naute (Viaduc de Glane, 152 m)                                          | Naute (Viaduc de Glane, 152 m)                                          |
| Haltepunkt / Haltestelle (Strecke außer Betrieb) | 368,8                | Saint-Fiel                                                              | 360 m                                                                   |
| Abzweig ehemals geradeaus und von rechts |                      | Industrie-Anschlussgleis Picoty                                         | Industrie-Anschlussgleis Picoty                                         |
| | 372,0                | Beginn Entwidmung                                                       | Beginn Entwidmung                                                       |
| |                      |                                                                         |                                                                         |
| Abzweig geradeaus und von rechts |                      | Bahnstrecke Montluçon–Saint-Sulpice-Laurière von Saint-Sulpice-Laurière | Bahnstrecke Montluçon–Saint-Sulpice-Laurière von Saint-Sulpice-Laurière |
| |                      |                                                                         |                                                                         |
| ehemaliger Dienststation / Betriebs- oder Güterbahnhof | 372,0                | Dienststelle Teilloux                                                   | Dienststelle Teilloux                                                   |
| Bahnhof | 374,3 404,6          | Guéret                                                                  | 436 m                                                                   |
| |                      | Bahnstrecke Montluçon–Saint-Sulpice-Laurière n. Montluçon-V.            |                                                                         |
| |                      |                                                                         |                                                                         |
| Beginn der Streckenzählung: Paris-Austerlitz über Châteauroux |                      |                                                                         |                                                                         |

Die Bahnstrecke La Châtre–Guéret war eine 75,5 km lange, eingleisige Eisenbahninfrastruktur, von der nur noch wenige Kilometer bedient werden können. Sie stellte eine Nord-Süd-Verbindung her, die die Bahnstrecke Châteauroux–La Ville-Gozet mit der Bahnstrecke Montluçon–Saint-Sulpice-Laurière verband. Markante Streckenpunkte sind auf etwa 300 Höhenmetern die beiden Viadukte über die Petite Creuse (BK 342,4) und das Viaduc de Glénic (BK 366,0) über die Creuse. Der Scheitelpunkt ist mit 460 m im Bahnhof Champsanglard. Es gibt keine Tunnel und auch keine Brücken über oder unter Straßen, sofern sie bei Flussquerungen nicht mit überbrückt wurden, aber viele Bahnübergänge. Die Strecke verläuft zu etwa einem Drittel im Département Indre, der übrige Teil im Département Creuse.

## Geschichte

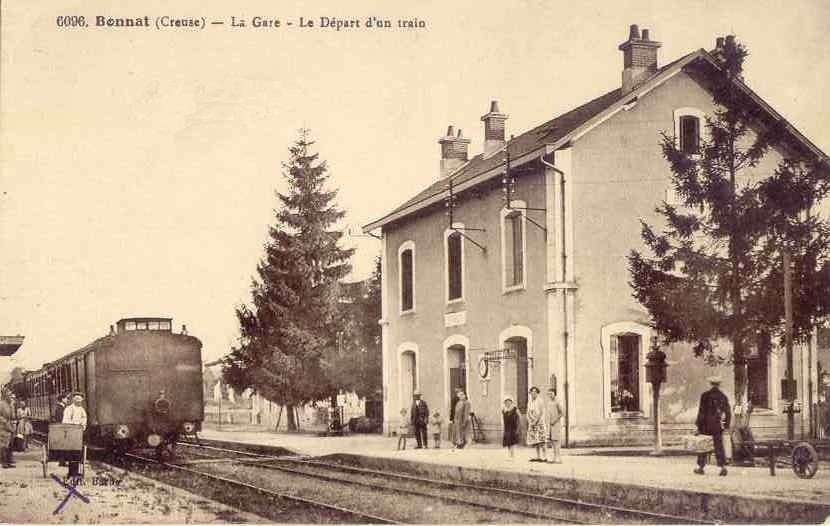
Postkartenansicht vom Bahnhof Bonnat wenige Jahre nach Betriebsbeginn

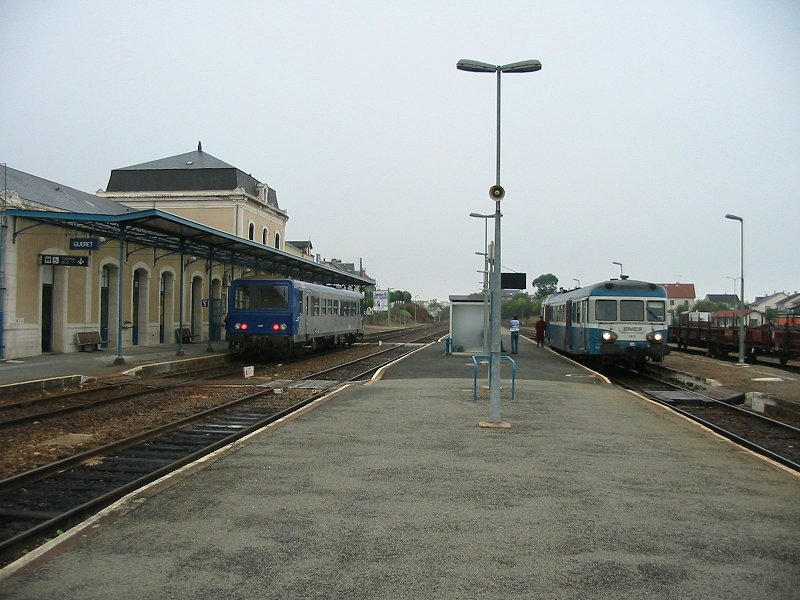
Begegnung zweier Generationen von Autorails X2200 und X2800 im Bahnhof Bahnhof Guéret, 2003

Als am 1. Juli 1906 die Strecke eröffnet wurde, lagen bereits mehrere Jahre der Planung hinter ihr. Zunächst gab es ein meterspuriges Vorprojekt, das entlang der Route nationale 140, heute D 940, die beide Städte verbindet, geführt hätte. Diese Verbindung wäre in straßenbahnähnlicher Art sehr langsam gewesen, obwohl sie eine kürzere Strecke besessen hätte, da zum Teil große Gradienten und enge Kurvenradien zu bewältigen gewesen wären. Auch hätte die Höchstgeschwindigkeit bauartbedingt nur niedrig ausfallen können.
Am 17. Juni 1892 zeigte die Bahngesellschaft Chemin de fer de Paris à Orléans (PO) Interesse an dieser Verbindung, indem sie zu der bereits 1886 eröffneten Bahnstrecke Saint-Sébastien–Guéret, die von Guéret in nordwestliche Richtung führte, auch die Konzession für diese Strecke erwarb, die in Normalspur jetzt allerdings mit einem anspruchsvolleren Streckenprofil zu kämpfen hatte. Am Haltepunkt La Chaussée, Gemeinde Le Magny, knüpfte sie an die Bestandsstrecke Argenton-sur-Creuse–La Chaussée an, die drei Jahre zuvor fertig geworden war. Die 5,3 km bis La Châtre wurden der neuen Strecke zugeschlagen, sodass tatsächlich nur 67,7 km neu gebaut werden mussten, da auch am anderen Streckenende ab dem Streckenpunkt Teilloux an die bestehende Strecke angeschlossen werden konnte.
Besonders anspruchsvoll war der Bau von insgesamt vier Viadukten, die aus örtlich gehauenem Stein errichtet wurden. Von den Gesamtbaukosten in Höhe von 976.500 FF entfielen 43 % auf diese Brückenbauwerke. Diese Bauwerke geben der Strecke ein besonderes Gepräge. Es handelt sich um das Viaduc de la Vauvre (BK 306,5) über die Vauvre noch im Département Indre, ein eher bescheidenes Brückenbauwerk, das heute vollständig von Bäumen verdeckt wird. Im Département Creuse liegen das 208,60 m lange Viaduc de Genouillac (mit 16 Bögen), das die Petite Creuse überwindet, das Viaduc de Glénic (202,10 m Länge mit ebenfalls 16 Bögen und einer Höhe von 20 Metern) über die Creuse und das Viaduc de la Glane nahe Saint-Fiel, das bei BK ~367 mit 12 Bögen auf 152,20 m das Tal der Naute überquert.
Von Betriebsbeginn an wurden nur drei Zugpaare täglich angeboten, die zwischen 2:42 und 3:08 Stunden unterwegs waren. Der Grund für die lange Fahrtzeiten dürften auf lange Aufenthalte zur Ver- und Entladung von Gütern auf den einzelnen Unterwegshalten gewesen sein. Von Anfang an hatte die Gesellschaft mit zu geringen Fahrgastzahlen in einer dünn besiedelten Landschaft zu kämpfen. Nach Übernahme dieser Strecke durch die SNCF wurde der Personenverkehr am 1. Juli 1939 eingestellt und fortan durch Omnibusse ersetzt. Der Güterverkehr wurde am 18. Mai 1952 nicht mehr auf der ganzen Strecke bedient. Zwischen dem Steinbruch La Graule und der Dienststelle Teilloux ruhte der Verkehr. Der Steinbruch lieferte ganze Schotterzüge und in Aigurande gab es einen Schlachthof, dem so Lebendvieh zugeführt werden konnte, bis am 1. April 1987 auch diese Verkehre nicht mehr bedient wurden. Am 20. März 1995 erfolgte die Entwidmung.
Allein an dem Glénic-Viadukt waren bis zu 70 Arbeiter beschäftigt, um die Erd- und Steinbrucharbeiten, den Holzzuschnitt für die Gerüste und Schalungen zur Umleitung des Flusslaufes vorzubereiten, ferner Maurer, Holzfäller und Zimmerleute. Der Baustoff kam vom Granitsteinbruch in Villegondry, einer Ortschaft 2 km nördlich des Viaduc’ de Glénic, und wurde mit Ochsenkarren herangeschafft. Auf der gesamten Bahnstrecke erfolgten die Arbeiten täglich an 12 Stunden, sonntags 6 Stunden. Nur der erste Sonntag im Monat war arbeitsfrei. Ein Maurer verdiente damals 0,50 FF für eine Stunde Arbeit.
Der verbliebene, etwa zwei Kilometer lange Streckenabschnitt bei Guéret dient der Versorgung eines Mineralölkraftstoffdepots der Groupe Picoty (Teil des Avia-Verbunds).